# Тарасова, Марина Борисовна
Марина Борисовна Тарасова (4 августа 1939, Москва — 20 октября 2024, Москва) — советская и российская поэтесса и прозаик, редактор, переводчица
. Член Союза писателей СССР с 1971 года, член союза московских писателей, член русского ПЕН — клуба.

## Биография, творчество
Отец — Тарасов Борис Александров, русский, служащий, мать — Александрова Сусанна Романовна, еврейка, учительница музыки. Окончила в 1964 году Московский полиграфический институт, редакторское отделение. Изучала испанский язык. Работала библиографом в иностранном отделе Ленинской библиотеки. С 1964 по 1966 год работала редактором в АПН (в редакции стран Латинской Америки). Сотрудничала на Радио, собиралась посвятить себя журналистике. Ещё учась в средней школе, печатала стихи в «Московском комсомольце». В 1969 году была опубликована их подборка в «Литературной России» с предисловием А. Межирова, определившая её путь в литературу. С 1962 по 1964 год она активно участвовала в работе Студии Д. Самойлова при Союзе писателей. Занималась переводом поэтов латинской Америки. Переводила аргентинского поэта Рауля Гонзалеса Туньона, позднее — грузинских, азербайджанских, киргизских поэтов, а также прозу — роман казахского писателя Софы Сматаева «Песнь моя — боль моя». В 1964 году её стихи были напечатаны в ведущих кубинских газетах «El Mundo», а в газете «Noy» — с предисловием кубинского писателя и поэта Мануэля Наварро Луна.
Начиная с 1966 года, печатала стихи в журналах «Смена» и «Юность». Она участвовала в Совещании молодых писателей в 1971 году и была принята в Союз писателей по рукописи сборника (по рекомендации П. Антокольского). С 1971 по 1974 год работала редактором в издательстве «Современник», сначала — в редакции русской поэзии, а потом — национальных литератур. В 1972 году вышла первая книга стихов «Поздняя весна» в издательстве «Молодая гвардия». Её стихи отмечены рецензиями собратьев по перу и критиков. Марина Тарасова ездила с выступлениями по стране, представляла русскую литературу в других странах. Выпустила девять книг стихов и прозы, печаталась в «Днях поэзии», во многих поэтических сборниках и антологиях, выступала на телевидении. Её стихи переводились на Кубе, в Польше, Болгарии, Румынии, Македонии, на языки народов бывшего СССР. Высылка из страны Александра Солженицына обострила мировоззрение и творчество поэтессы. Ей захотелось писать иначе, остро, с подлинной философской глубиной. Это повлияло на издание книг. Они стали получать в советских издательствах отрицательные отзывы. Духовный мир человека, его переживания, поиски, разочарования, ценность её лирики становились неугодными в эпоху застоя. О поэтических исканиях поэтессы в рецензии «Воздухоплаватели чувств», опубликованной в «Новом мире» писал Лев Аннинский. Как ответ на его рецензию через много лет она выпускает книгу стихов «Воздушный мост».
В 1987 году фирма «Мелодия» выпускает пластинку-гигант, где Марина Тарасова читает свои стихи. К этому времени она завоевала собственного читателя, получала множество писем из всех уголков страны. В 90−е годы — куратор литературного салона в Москве «Чистый понедельник». Среди выступавших — Юрий Кублановский, Лев Аннинский, Инна Лиснянская, Игорь Виноградов с журналом «Континент». Поэт Юрий Беликов пишет о том периоде её деятельности:

…как мало в нашем космосе озона, звезда не говорит с другой звездой…то есть ощущение своего и … «всехнего» одиночества буквально подтолкнуло к созданию литературного очага, у которого могли бы согреться те, кто в наше неоднозначное время продолжает писать и верить, что если человек пишет, значит, это кому-нибудь нужно.
С конца 90-х пишет прозу, публикует рассказы и повести в центральных изданиях. Повесть «Божественная Сафо» вошла в книгу «Апокриф». Член Союза московских писателей, русского ПЕН-клуба, Союза писателей ΧΧΙ века. В 1993 году в издательстве «Прометей» выходит «Избранное» Марины Тарасовой с предисловием Анастасии Цветаевой. В предисловии:

Слово «новаторство», которое я не люблю, здесь не подходит. Оно беднее того, что мне хочется выразить, в нём жажда претензии, а стихи М.Тарасовой в оригинальности своей так свободны, так органичны, что являют собой сплав, не сходный ни с каким иным автором.

## Избранные сочинения
Книги
- Поздняя весна. Стихи. − М.: Молодая гвардия. − 1972.
- Световой день. Стихи и поэма. − М.: Современник. − 1978.
- Певчий город. Стихи. − М.: Советский писатель. − 1979.
- Колокольное дерево. Стихи. − М.: Современник. − 1983.
- Гориславль. Повести и рассказы. − М.а: Советский писатель. − 1983.
- Старая музыка. Стихи. − М.: Советский писатель. − 1988.
- Красная ласточка осень. Стихи. − М.: Современник. − 1988.
- Тетива. Книга стихотворений // Полдень. − М.: Советская Россия. − 1988.
- Воздушный мост. Избранное. Стихи и поэма. − М.: Прометей. − 1993.
- Апокриф. Стихи, поэма, повесть. − М.: Московский рабочий. − 2000.
- Шиповник красный между строк. Стихи и поэма. − М.: Водолей. − 2008.

Стихи в журналах
- «Новый мир»:
  - Снега России. − 1976. − № 3. − С. 67-69.
  - Столбы. − 1978. − № 6. − С. 193—194.
  - Береза пела… − 1980. − № 7. − С. 13.
  - Оркестр. − 1982. − № 3. − С. 13.
  - В этой жизни земной. − 1984. − 3. − С. 188.
  - Се пустыня… − 1991. − № 2. − С. 3.
  - Тучково. − 1993. − № 5. − С. 154.
- «Октябрь»
  - 1977. − № 4. − С. 84 − 85.
  - 1980. − № 11. − Три стихотворения. − С. 7.
  - 1985. − № 3. − С. 32 − 33.
- «Юность»
  - 1969. − № 5. − С. 64.
  - 1975. − № 4. − С. 47.
- «Дружба народов»
  - 2004. − № 2.
  - 2006. − № 12.
  - 2009. − № 11.
- «Вершинный лес»
  - 1983. − № 9. − С. 4.
  - 1987. − № 18. − С. 17.
  - 1989. − № 20 − С. 14.
- «Знамя». − 1975. − № 4. − С. 101—102.
- «Огонёк». − 1990. − № 50. − С. 9.
- «Москва». − 1989. − № 3. − С. 84 − 85.
- «Ветер пространства». − 1980. − № 10. − С. 4.
- «Медовый клевер». − 1982. − № 10. − С. 4.
- «Консерватория». − 1980. − № 11. − С. 100.
- «Звезда». − 1983. − № 3. − С. 99.
- «Дон». − 1981. − № 8. − С. 72 − 74.
- «Молодая гвардия». − 1981. − № 3. − С. 7.
- «Дети Ра». − 2012. − № 1. − С. 36-40.
- «Зинзивир». − Санкт-Петербург. − 2012. − № 1. − С. 22-24.

| Стихи в газетах - «El Mundo». − Куба: Гавана. − 1964. − № 26. - «Noy». − Куба : Гавана. − 1965. − № 31. - «Литературная Россия» - 1977. − № 10. − С. 5. - 1978. − № 34. − С. 18. - 1985. − № 14. − С. 18. - «Литературная газета» - 1976. − № 40. - 2006. − № 17. - 2011. − № 37. - «Новая газета» - 2002. − № 60. | Проза в журналах - «Юность». − 2006. − № 4. Повесть «Там на лесной опушке…» - «Нева». − 2005. − № 12. Повесть «Женщина-птица». - «Нева». − 2008. − № 7. Повесть «Заплыв через Лету» - «Юность». − 2012. − № 12. Повесть «Пцхариптус, или конец света» |